# Sigytes albocinctus
Sigytes albocinctus là một loài nhện trong họ Salticidae.
Loài này thuộc chi Sigytes. Sigytes albocinctus được Eugen von Keyserling miêu tả năm 1881.